# Райн (Швабія)
Райн (нім. Rain) — місто в Німеччині, розташоване в землі Баварія. Підпорядковується адміністративному округу Швабія. Входить до складу району Донау-Ріс. Центр об'єднання громад Райн.
Площа — 77,13 км2. Населення становить 9002 ос. (станом на 31 грудня 2020).
Офіційний код — 09 7 79 201.